# IPython
IPython é um interpretador interativo para várias linguagens de programação, mas especialmente focado em Python. Ipython oferece "type introspection", "rich media", sintax shell, completação por tab e edição auxiliada por histórico de comando.

## Notebook
A partir da edição 0.12  IPython oferece um nova interface chamada Notebook. Notebook é formada por dois componentes, o primeiro baseado em JSON para compartilhar códigos Python e o segundo em rich text format para publicar os códigos online. Esta interface é parecida com a do Maple e do Mathematica. O notebook tem a proposta de trazer uma interface limpa e acessível para não desenvolvedores.

## Outras características
IPython provém interação com Tkinter, GTK, Qt e wxWidgets. IPython pode administrar computação paralela usando comunição assíncrona e/ou MPI. IPython também pode ser usado para substituir o shell. Seu comportamento é muito similar com o shell do Unix, mas ele permite customização e flexibilidade para executar diretamente códigos Python.